# Natalia Ignatova
Natalia Leonidovna Ignatova (ryska: Наталья Леонидовна Игнатова), född den 28 december 1973, är en rysk före detta friidrottare som tävlade i kortdistanslöpning.
Ignatovas främsta merit är att hon ingick i det ryska stafettlaget på 4 x 100 meter som blev bronsmedaljörer vid EM 2002 i München. Hon deltog även vid Olympiska sommarspelen 2000 på 100 meter där hon blev utslagen i försöken. Två gånger var hon i kvartsfinal på 100 meter vid ett VM (1999 och 2001).

## Personliga rekord
- 100 meter - 11,12